# Pojezierze antropogeniczne
Pojezierze antropogeniczne – termin używany do określenia skupisk zbiorników antropogenicznych (czyli powstałych w konsekwencji działalności ludzkiej) w odróżnieniu od terminu pojezierze, który w polskiej literaturze geograficznej jest przypisany obszarowi o typie krajobrazu warunkowanego zlodowaceniami plejstoceńskimi (z cechami polodowcowej rzeźby terenu i dużą liczbą jezior). 
Podstawą wydzielenia pojezierzy antropogenicznych są obliczenia wskaźników procentowego udziału powierzchni zbiorników wodnych w powierzchni ogólnej obszaru lub gęstości zbiorników wodnych na danym obszarze i ocena przebiegu izolinii wyznaczonych na tej podstawie. Największym w Polsce pojezierzem antropogenicznym jest Górnośląskie Pojezierze Antropogeniczne (GPA). 